# N-甲基苯乙胺
N-甲基苯乙胺（缩写NMPEA）是一种天然的痕量胺，分子式C9H13N，常由苯乙醇胺N-甲基转移酶转化苯乙胺（PEA）而来。